# Институт теплофизики имени С. С. Кутателадзе СО РАН
Институт теплофизики им. С. С. Кутателадзе СО РАН — один из институтов Новосибирского научного центра Сибирского Отделения Академии Наук. Расположен в Новосибирске. Основан в 1957 году.

## Общие сведения
Основными направлениями научной деятельности института являются теплофизические основы создания нового поколения энергетических и энергосберегающих технологий и установок, теория тепло- и массообмена, физическая гидрогазодинамика, теплофизические аспекты водородной энергетики, теплофизические свойства веществ.

## История

Бюст Кутателадзе в ИТ СО РАН. Установлен 18 июля 2014 г.

Институт был основан в 1957 году. Директорами института были член-корреспондент АН СССР И. И. Новиков (1958—1964), академик АН СССР С. С. Кутателадзе (возглавлял Институт с 1964 по 1986 год), академик В. Е. Накоряков (в 1986—1997 годах), академик РАН С. В. Алексеенко (1997—2017). C 2017 года директором института является академик РАН Д.М. Маркович. В 1994 году институту было присвоено им. С.С. Кутателадзе. Институт имеет филиал в Красноярске.

## Структура
В состав института входят следующие научные подразделения:
- 1.1. Лаборатория процессов переноса (науч. рук. академик РАН Маркович Д.М.)
- 1.2. Лаборатория теплофизики многофазных систем (зав. д.ф.-м.н. Кузнецов В.В.)
- 1.3. Лаборатория низкотемпературной теплофизики (зав. чл.-корр. РАН Павленко А.Н.)
- 2.1. Лаборатория термохимической аэродинамики (зав. к.т.н. Лукашов В.В.)
- 2.2. Лаборатория термогазодинамики (зав. д.ф.-м.н. Терехов В.В.)
- 2.4. Лаборатория проблем энергосбережения (зав. д.т.н. Низовцев М.И.)
- 3.1. Лаборатория радиационного теплообмена (зав д.ф.-м.н., д.филос.н. Шарыпов О.В.)
- 3.3. Лаборатория термодинамики веществ и материалов (зав. д.ф.-м.н. Станкус С.В.)
- 4.1. Лаборатория разреженных газов (зав. д.ф.-м.н. Новопашин С.А.)
- 4.2. Лаборатория синтеза новых материалов (зав. к.ф.-м.н. Смовж Д.В.)
- 6.1. Лаборатория проблем тепломассопереноса (зав. академик РАН Алексеенко С.В.)
- 6.3. Лаборатория моделирования (зав. д.ф.-м.н. Яворский Н.И.)
- 6.4. Лаборатория основ безопасности и эффективного использования реакторных установок (зав. д.т.н. Двойнишников С.В.)
- 6.5. Лаборатория энергоэффективных технологий для наземных и космических применений (зав. к.ф.-м.н. Чеверда В.В.)
- 6.6. Лаборатория интенсификации процессов теплообмена (зав. д.ф.-м.н. Кабов О.А.)
- 7.1. Лаборатория экологических проблем теплоэнергетики (зав. д.ф.-м.н. Шторк С.И.)
- 7.4. Лаборатория физических основ энергетических технологий (науч. рук. академик РАН Маркович Д.М.)
- 10.1. Лаборатория физико-химических процессов в энергетике (зав. академик РАН Предтеченский М.Р.)
- Лаборатория интенсификации процессов тепломассопереноса в многофазных системах (науч. рук. профессор Кристос Маркидес, Великобритания)
- Красноярский филиал ИТ СО РАН
- ВТК "Энерготек"
- НИС "Лаборатория новых энергетических технологий и энергоносителей" (науч. рук. профессор Ёсиюки Кавадзоэ, Япония)
- НИС "Лаборатория "Циклон"

## Дирекция
- Директор — академик РАН Маркович Дмитрий Маркович
- Зам. директора по научной работе:
  - д.ф.-м.н., д.филос.н. Шарыпов, Олег Владимирович
  - д.ф.-м.н. Куйбин Павел Анатольевич
  - к.ф.-м.н. Сиковский Дмитрий Филиппович
- Советники РАН
  - академик Ребров, Алексей Кузьмич